# دهستان طاهری
دهستان طاهری، یکی از دهستان‌های بخش سیراف شهرستان کنگان در استان بوشهر ایران است. مرکز این دهستان، روستای پرک است.

## جمعیت
بر پایه سرشماری عمومی نفوس و مسکن در سال ۱۳۹۵، جمعیت دهستان طاهری برابر با ۳٬۸۵۳ نفر بوده‌است.